# Шаріятабад (Амоль)
Шаріятабад (перс. شريعت اباد) — село в Ірані, у дегестані Дабуй-є Джонубі, у бахші Дабудашт, шагрестані Амоль остану Мазендеран. За даними перепису 2006 року, його населення становило 95 осіб, що проживали у складі 19 сімей.

## Клімат
Середня річна температура становить 16,15°C, середня максимальна – 29,28°C, а середня мінімальна – 3,29°C. Середня річна кількість опадів – 1209 мм.
| Клімат поселення                              | Клімат поселення | Клімат поселення | Клімат поселення | Клімат поселення | Клімат поселення | Клімат поселення | Клімат поселення | Клімат поселення | Клімат поселення | Клімат поселення | Клімат поселення | Клімат поселення | Клімат поселення |
| Показник                                      | Січ.             | Лют.             | Бер.             | Квіт.            | Трав.            | Черв.            | Лип.             | Серп.            | Вер.             | Жовт.            | Лист.            | Груд.            |                  |
| Середній максимум, °C                         | 12,18            | 11,50            | 12,84            | 17,66            | 22,14            | 27,04            | 29,05            | 29,28            | 26,43            | 21,79            | 17,13            | 12,98            |                  |
| Середня температура, °C                       | 8,05             | 7,40             | 8,74             | 13,54            | 18,02            | 22,93            | 25,46            | 25,70            | 22,82            | 18,20            | 13,53            | 9,40             |                  |
| Середній мінімум, °C                          | 3,94             | 3,29             | 4,62             | 9,43             | 13,93            | 18,82            | 21,86            | 22,08            | 19,26            | 14,58            | 9,94             | 5,78             |                  |
| Норма опадів, мм                              | 106              | 90               | 78               | 40               | 43               | 40               | 29               | 68               | 146              | 229              | 188              | 152              |                  |
| Середньомісячна швидкість вітру, м/с          | 2.02             | 2.50             | 2.50             | 2.47             | 2.52             | 2.80             | 2.68             | 2.30             | 2.16             | 1.90             | 2.00             | 2.30             |                  |
| Середньомісячна сонячна радіація, кДж/м²·день | 7989             | 9916             | 12002            | 15642            | 19901            | 21739            | 21667            | 18910            | 15250            | 11591            | 9345             | 7401             |                  |
| --------------------------------------------- | ---------------- | ---------------- | ---------------- | ---------------- | ---------------- | ---------------- | ---------------- | ---------------- | ---------------- | ---------------- | ---------------- | ---------------- | ---------------- |
| Джерело:                                      |                  |                  |                  |                  |                  |                  |                  |                  |                  |                  |                  |                  |                  |